# Rijeka (vodotok)
Rijeka je veliki prirodni vodotok. Od izvora do ušća u drugu rijeku, jezero ili more, rijeke primaju vodu od pritoka i svojim tokom stvaraju riječno korito.
Riječno je korito udubljenje kojim teče rijeka. Nastaje zbog brzine toka rijeke.

## Poveznice
- Popis rijeka